# Eastover (Carolina del Sud)
Eastover és una població dels Estats Units a l'estat de Carolina del Sud. Segons el cens del 2000 tenia 830 habitants.

## Demografia
Segons el cens del 2000, Eastover tenia 830 habitants, 307 habitatges i 228 famílies. La densitat de població era de 258,4 habitants/km².
Dels 307 habitatges en un 39,4% hi vivien nens de menys de 18 anys, en un 26,4% hi vivien parelles casades, en un 43% dones solteres, i en un 25,7% no eren unitats familiars. En el 23,5% dels habitatges hi vivien persones soles el 9,4% de les quals corresponia a persones de 65 anys o més que vivien soles. El nombre mitjà de persones vivint en cada habitatge era de 2,64 i el nombre mitjà de persones que vivien en cada família era de 3,07.
Per edats la població es repartia de la següent manera: un 32,4% tenia menys de 18 anys, un 10,6% entre 18 i 24, un 24,7% entre 25 i 44, un 21,7% de 45 a 60 i un 10,6% 65 anys o més.
L'edat mediana era de 32 anys. Per cada 100 dones de 18 o més anys hi havia 67 homes.
La renda mediana per habitatge era de 20.114$ i la renda mediana per família de 19.844$. Els homes tenien una renda mediana de 23.250$ mentre que les dones 17.875$. La renda per capita de la població era de 9.304$. Entorn del 36,9% de les famílies i el 37,3% de la població estaven per davall del llindar de pobresa.

## Poblacions més properes
El següent diagrama mostra les poblacions més properes.